# رافاييل كارمونا
رافاييل كارمونا (بالإنجليزية: Rafael Carmona)‏ هو لاعب كرة قاعدة أمريكي، ولد في 2 أكتوبر 1972 في ريو بيدراس ‏ في بورتوريكو.